# Nakermoerasmeer
Het Naker(i)moerasmeer, Nakerilompolo, Čábraluoppal, is een meer in Zweden, in de gemeente Kiruna. De Nakerrivier stroomt door het meer. De Nakerberg ligt ten westen van het meer.
afwatering: meer Nakermoerasmeer → Nakerrivier → Torneträsk → Torne → Botnische Golf